# Joël Lodé
Joël Lodé, né en 1952, est un naturaliste français, spécialiste des cactus.
En 1977, Joël Lodé est le lauréat du prix André de Saint-Sauveur décerné par l'académie des sports, pour « un exploit sportif exceptionnel et de caractère original » en cyclotourisme. En 1988, il fonde la revue trimestrielle Cactus Aventures, qui devient Cactus-Aventures International en 1995.

## Publications
- Joël Lodé, Taxonomie des Cactaceae : La nouvelle classification des Cactées basée sur la recherche moléculaire et expliquée, vol. I : Acanthocalycium - Lymanbensonia, Cactus-Aventures (ISBN 978-84-617-3723-9)
- Joël Lodé, Taxonomie des Cactaceae : La nouvelle classification des Cactées basée sur la recherche moléculaire et expliquée, vol. II : Maihuenia - Yungasocereus, Cactus-Aventures, 2015 (ISBN 978-84-617-3692-8)
- (es + en + fr + de) Joël Lodé, Plantas suculentas de las Islas Canarias : guía de identificación fácil, Santa Cruz de Tenerife, Turquesa, 2010, 367 p. (ISBN 978-84-92648-36-8)
- Joël Lodé (préf. Théodore Monod), Le désert source de vie, Versailles, Quae éditions, 27 septembre 2012, 191 p. (ISBN 978-2-7592-1801-1)
- Joël Lodé, Les Coureurs de déserts : la suite du " Tour du monde à bicyclette ", Paris, PAC, 1987, 191 p. (ISBN 2-85336-296-5)
- Joël Lodé, Le Tour du monde à bicyclette : le temps d'un rêve, Paris, PAC, 1978, 300 p. (ISBN 2-85336-065-2)